# Zanzibar (archipel)
Pour les articles homonymes, voir Zanzibar.
Zanzibar, en swahili Funguvisiwa ya Zanzibar, est un archipel de l'océan Indien situé en face des côtes tanzaniennes, formé de trois îles principales (Unguja, Pemba et Mafia) et de plusieurs autres petites îles.
Les îles d'Unguja et de Pemba forment depuis plusieurs siècles une entité tour à tour indépendante (sultanat de Zanzibar et État de Zanzibar), colonisée par le Royaume-Uni (protectorat de Zanzibar) ou incorporée à la Tanzanie (Gouvernement révolutionnaire de Zanzibar). L'île de Mafia a quant à elle toujours été intégrée à la Tanzanie continentale (Afrique orientale allemande, territoire sous mandat de Tanganyika et État de Tanganyika).

## Toponymie
Le nom de Zanzibar a été donné au Moyen Âge par les navigateurs perses qui désignaient la région côtière de l'Afrique orientale, dont l'archipel de Zanzibar, sous le vocable de Zangibar ou Zanğibar, signifiant « la terre des Noirs » (de zang ou zanğ, « noirs », et bar, « terre », « pays ») ou encore bar qui veut dire « plein », « abondance », soit « Noirs en abondance » en vieux perse.
Ce sont les Portugais qui, lors de leurs pérégrinations autour de l'Afrique aux XVe et XVIe siècles, feront connaître l'archipel sous son nom actuel, puisqu'il s'agit d'une transcription en portugais du nom arabe (forme attestée chez Duarte Barbosa en 1516). 
Durant l'Antiquité, l'archipel était connu sous les noms de Tangenae chez Pline l'Ancien, Azania chez Ptolémée et Zingion chez Cosmas Indicopleustès, ces noms étant tous empruntés aux Arabes, particulièrement aux langues sudarabiques (notamment la langue sabéenne du royaume de Saba, dont l'archipel aurait été une possession selon la légende). Il était appelé Zenj par les marchands d'esclaves arabes, mot par lequel ils désignaient aussi les habitants de la côte est de l'Afrique et d'où vient le nom « Zanzibar ».

## Géographie

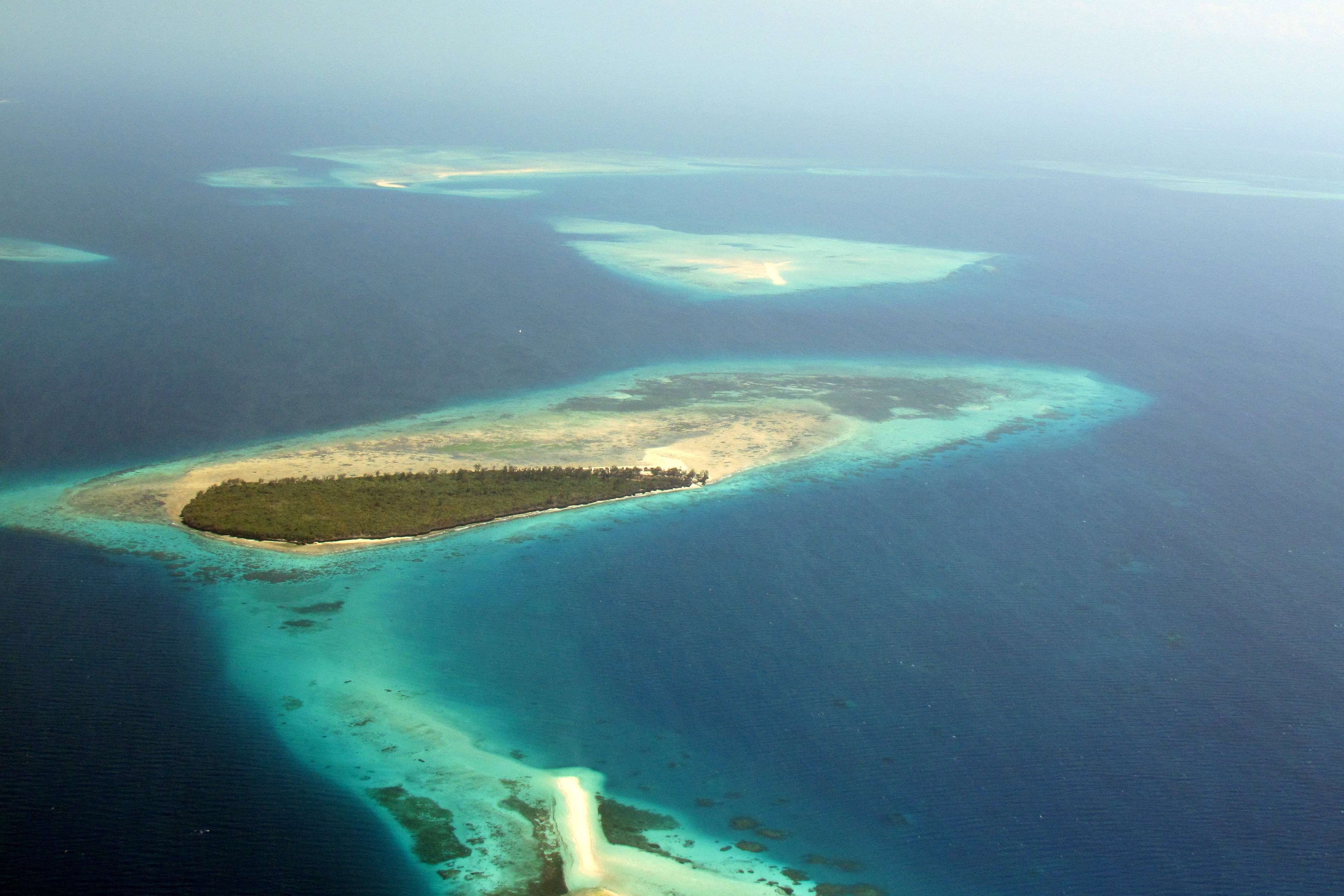
Vue aérienne de l'île Bawe entouré de récifs coralliens au large de la ville de Zanzibar sur l'île d'Unguja.

Zanzibar est un archipel tanzanien situé dans l'océan Indien, le long de la côte orientale de l'Afrique, à la hauteur de la partie continentale de la Tanzanie. Accompagnées de plusieurs autres petites îles, îlots et récifs coralliens, trois îles principales composent cet archipel : Unguja, Pemba et Mafia.
Unguja, aussi appelée à tort Zanzibar, est la principale île de l'archipel. Située en son centre, elle est séparée de la Tanzanie par le canal de Zanzibar et abrite la plus grande ville de l'archipel : Zanzibar. L'île de Pemba, séparée de la Tanzanie par le canal de Pemba, est la grande île la plus au nord de l'archipel tandis que l'île de Mafia, séparée de la Tanzanie par le canal de Mafia, est la grande île la plus au sud.
Les îles sont peu élevées, l'altitude maximale de l'archipel étant de 130 mètres à la chaîne de Koani sur l'île Unguja, et sont partiellement entourées de récifs coralliens formant des lagons. Leur littoral est parfois extrêmement découpé en péninsules et en baies, formant alors de nombreux ports naturels et baies.
Les plus grands îlots sont Prison Island, Bawe, Chapwani, Chumbe, Mnemba et Misali Island.

## Histoire
Avec le bombardement de Zanzibar en 1896, l'archipel est le théâtre de la guerre la plus courte de toute l'histoire, qui dura 38 minutes et opposa les soldats britanniques aux soldats de l'île d'Unguja. 

## Statut politique
À la formation de la Tanzanie par l'union des États du Tanganyika et de Zanzibar, l'archipel est réuni sous le même pays et découpé en six régions : Pemba Nord et Pemba Sud sur l'île de Pemba, Unguja Sud et Central, Unguja Nord et Unguja Ville et Ouest sur l'île d'Unguja formant l'entité administrative autonome du Gouvernement révolutionnaire de Zanzibar tandis que l'île de Mafia est rattachée à la région de Pwani.

## Démographie

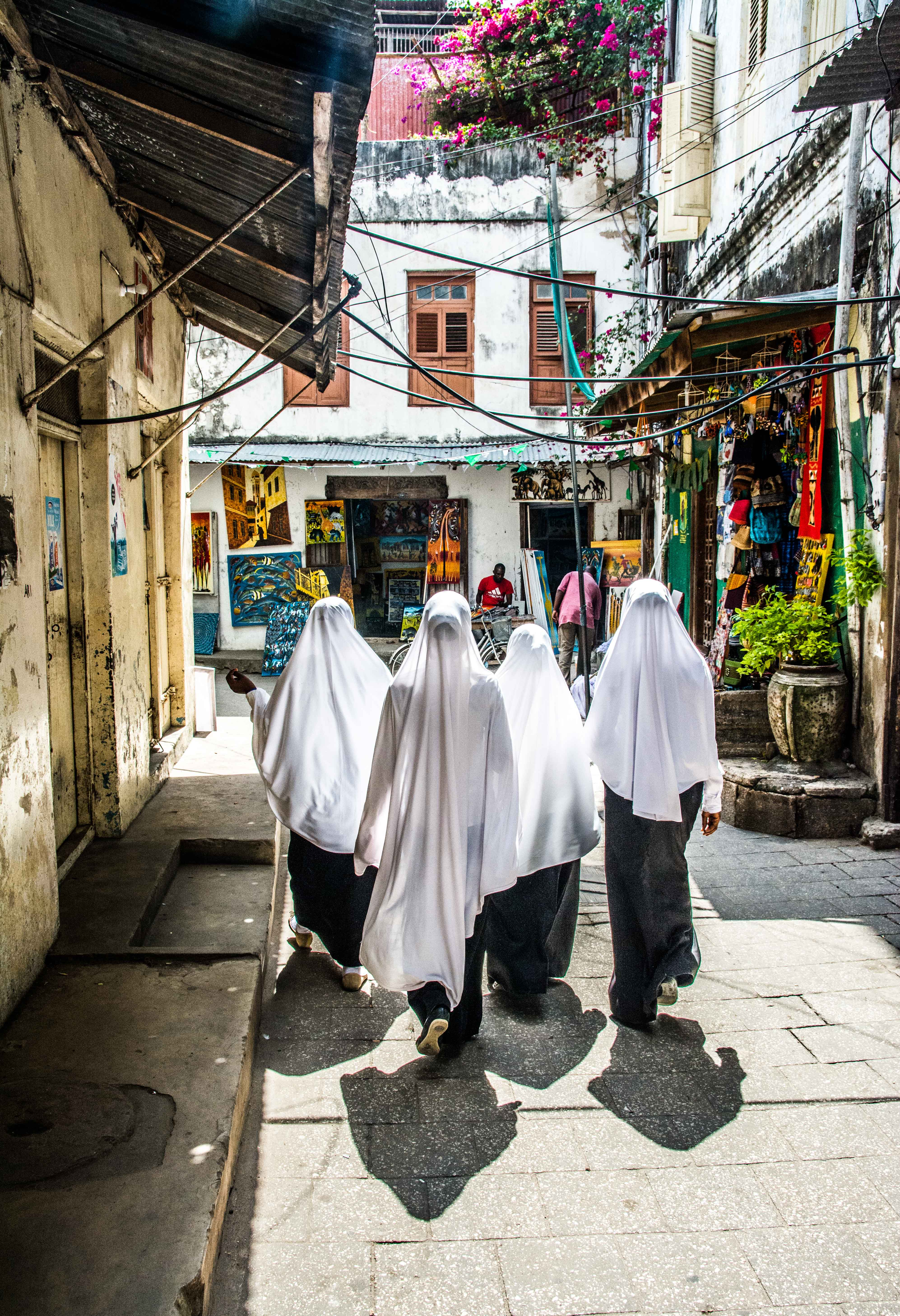
Élèves dans une rue de Zanzibar.

La majorité des habitants et des infrastructures des îles d'Unguja et de Pemba se trouvent dans l'ouest des îles, le corail interdisant l'agriculture sur les parties orientales. La principale ville de l'archipel et capitale du Gouvernement révolutionnaire de Zanzibar est Zanzibar située sur l'île d'Unguja.
Environ 99 % de la population de Zanzibar est musulmane.

## Climat
L'archipel de Zanzibar est soumis à un climat équatorial caractérisé par deux saisons des pluies : la plus importante (masika) se déroule de mars à fin mai et la plus petite (vuli) de mi-octobre à décembre. Entre les deux s'installe une saison sèche principalement de juin à octobre. Le mois de février est le plus chaud et celui d'août le plus frais. Les îles étant trop proches de l'équateur, elles ne sont pas soumises au passage des cyclones tropicaux.

## Économie

### Agriculture

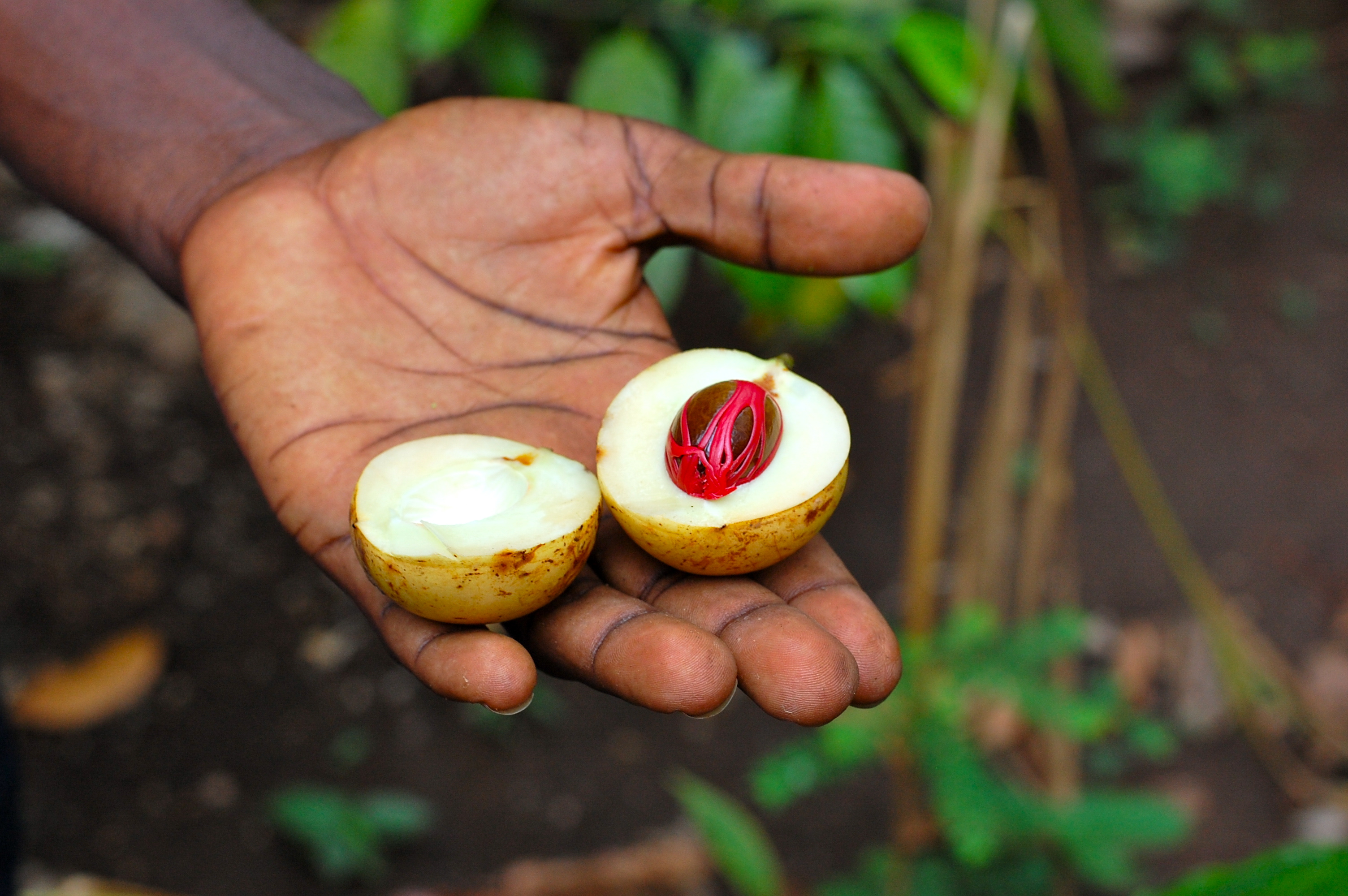
Noix de muscade fraîche dans une ferme d'épices.

Les principales cultures des îles d'Unguja et de Pemba sont les girofliers (dans l'Ouest des îles), le riz et les cocotiers (uniquement à Unguja). L'Est des îles est peu propice à l'agriculture à cause de la présence d'un sol corallien peu épais ne permettant que la formation de savanes et de broussailles.
Les industries de transformation du clou de girofle et de la noix de coco se trouvent sur Unguja, à Zanzibar.

### Aquaculture
L'aquaculture d'algues marines est pratiquée depuis 1989, essentiellement par les femmes, tandis que les hommes pratiquent plutôt la pêche. 
Toutefois, cette ressource est menacée en raison notamment de la hausse des températures liée aux changements climatiques. La FAO a proposé une alternative au travers de l'élevage d'holothuries ; pour ce faire cette agence de l'ONU a soutenu les concessionnaires sur le plan technique et formateur par l'intermédiaire de l'écloserie marine du secteur.

## Dans la culture
Jules Verne fait de Zanzibar le point de départ de l'expédition d'exploration devant mener aux sources du Nil dans son roman d'aventures Cinq semaines en ballon publié en 1863.
Rimbaud, Conrad et Kessel ont aussi fantasmé sur Zanzibar mais n'ont pu y aller.
Siti binti Saad, chanteuse de l'archipel née en 1880, est la première interprète de twarab d'expression swahilie, au sommet de sa gloire dans les années 1930,.
Freddie Mercury — nom de scène de Farrokh Bulsara — chanteur mythique du groupe Queen, est né le 5 septembre 1946 à Stone Town, protectorat de Zanzibar (et décédé à Londres le 24 novembre 1991).
Le jeu vidéo Metal Gear 2 Solid Snake sorti en 1990, se déroule dans le pays fictif de Zanzibar Land, homonyme de l'archipel, mais se situant en Asie centrale.
Abdulrazak Gurnah, né en 1948 à Zanzibar, et ayant dû fuir au Royaume-Uni dès l'âge de dix-huit ans, reçoit le prix Nobel de littérature 2021 pour son œuvre mettant en lumière le colonialisme et, selon le comité Nobel, pour « son récit empathique et sans compromis des effets du colonialisme et le destin des réfugiés pris entre les cultures et les continents ».